# Corc del blat
El corc del blat, cuc o poll del blat (Sitophilus granarius) és una espècie de coleòpter polífag de la família dels drioftòrids. Viu a les cariopsis de cereals emmagatzemats, com el blat de moro, el blat, l'ordi, el sorgo i altres i de vegades també en pseudocereals i faves. És molt semblant a Sitophilus oryzae (corc de l'arròs). Rep el nom de papalló dels cereals, quan és alat.

## Descripció i cicle biològic
L'adult és un petit escarabat, incapaç de volar, d'uns 2,5 mil·límetres. La femella pon un ou per cariopsi, i segella el forat amb una substància gelatinosa. Aquests forats tapats són fàcils de reconèixer amb una lupa. Després de quatre dies, la larva àpoda neix i es desenvolupa durant 17 dies fins a l'estadi de pupa (huit dies) dins del gra: l'adult mai no serà doncs més gran que la mida del seu hoste. Després d'uns dies, l'adult surt si la temperatura és superior als 13 °C i cerca parella. Cada femella pot pondre entre 100 i 150 ous, però només esdevé activa quan la temperatura és superior als 25 °C. En bones circumstàncies, els corcs adults poden viure fins a vuit mesos i en una vida, una parella pot obtenir 6000 descendents.

## Plaga i tractament
Pel comerç del gra, l'escarabat originari d'Orient Mitjà s'ha dispersat arreu al món, excepte a les zones tropicals, un clima que no supporta gaire bé. A més de contaminar les provisions, quan són nombroses fan pujar la temperatura i la humitat i creen condicions ideals per a plagues secundàries d'àcars i fongs. La contaminació amb corc de blat pot conduir a pèrdues importants, com que no hi ha cap remei curatiu altre que destruir tot el gra contaminat. El més important és la higiene, el compartimentar en recipient petits, el control de la temperatura i de la humitat, l'ús de recipients durs que no poden rosegar. Es desenvolupen mètodes de control com pesticides, aromes repel·lents i control biològic, però com que és un producte alimentari, cada tractament que pogués deixar residus tòxic, queda problemàtic.
Des de la nit del temps, el corc del blat ha sigut una plaga temuda, ja que destrueix tant la capacitat germinadora que el valor alimentari del blat. Experiments arqueològics van examinar que van ser els factors en les sitges tradicionals que contribuïen a una bona conservació sense l'equipament tècnic d'avui. Segons el tipus i la zona, s'hi podia crear un ambient pobre en oxigen i amb temperatures i grau d'humitat desfavorables als desenvolupament de les plagues.